# Realitatea ilustrată
Realitatea ilustrată a fost o revistă apărută în România în perioada 1927–1946 și care a făcut publicată de trustul Adevărul.
Revista a fost înființată pe 6 februarie 1927 la Cluj, având inițial subtitlul „sau lucrurile așa cum le vedem cu ochii”. A apărut săptămânal, în fiecare duminică, până în 1946. Redacția revistei s-a mutat în anul 1928 la București. Revista a preluat cu succes modelul periodicului ilustrat Gazeta Ilustrată, care a apărut în anii 1911–1916.
Realitatea ilustrată a fost una dintre cele mai populare publicații la acea vreme, publicând știri politice și sociale și anunțând evenimente viitoare naționale și internaționale.

## Legături externe
- Materiale media legate de Realitatea ilustrată la Wikimedia Commons